# Клэрмонт, Клара
Клара Мэри Джейн Клэрмонт (англ. Clara Mary Jane Clairmont; 27 апреля 1798 — 19 марта 1879), в частной жизни Клэр Клэрмонт (Claire Clairmont) — сводная сестра писательницы Мэри Шелли и мать Аллегры, дочери лорда Байрона.

## Биография

### Ранние годы
Клэрмонт родилась в 1798 году в Брислингтоне, недалеко от Бристоля, вторым ребёнком и единственной дочерью Мэри Джейн Виал Клэрмонт. В детстве её называли именем Джейн.
В 2010 году было с высокой вероятностью доказано, что настоящим отцом Клары являлся Джон Летбридж (1746—1815, после 1804 года сэр Джона Летбриджа, 1-й баронет). Её мать дала детям фамилию Клэрмонт, чтобы защитить детей от лишних вопросов. Тем более, что, вероятно, отцом её первого ребёнка, Чарльза, был Чарльз Абрам Марк Гаулис, «купец и член известной швейцарской семьи, с которой она познакомилась в Кадисе».
В декабре 1801 года, когда Кларе было три года, её мать вышла замуж за соседа, писателя и философа Уильяма Годвина. Таким образом у Клары появилось две сводные сестры: родная дочь Годвина Мэри (позже Мэри Шелли), которая была всего на восемь месяцев старше, и Фанни Имлей, внебрачная дочь американского коммерсанта и дипломата Гилберта Имплея и падчерица Уильяма Годвина. Фанни была на пару лет старше Клары. Обе девочки являлись дочерьми писательницы Мэри Уолстонкрафт (первой жены Уильяма Годвина), умершей ещё в 1797 году, но чьё присутствие продолжало ощущаться в семье. Новая пара вскоре стала родителями общего сына.
На всех детей повлияли радикальные анархистские философские убеждения Годвина. Оба родителя были хорошо образованы и являлись соавторами детских учебников по библейской и классической истории. Они издавали специальные книги для «Библиотеки для несовершеннолетних» и владели книжным магазином. Годвин призывал всех своих детей как можно больше читать.
Мэри Джейн Клэрмонт была не столько глупой, сколько эгоистичной женщиной. Она часто ссорилась с Годвином и отдавала предпочтение своим собственным детям, а не дочери и падчерице мужа. Мэри даже умудрилась на время отправить чересчур эмоциональную дочь в школу-интернат. В отличие от матери, Клара Клэрмонт хорошо говорила по-французски. Некоторые уверяли, что она свободно владела пятью языками.
В юности Клара очень сблизилась с Мэри Шелли. Девушки сохраняли тёплые отношения до конца жизни.

### Связь с Байроном

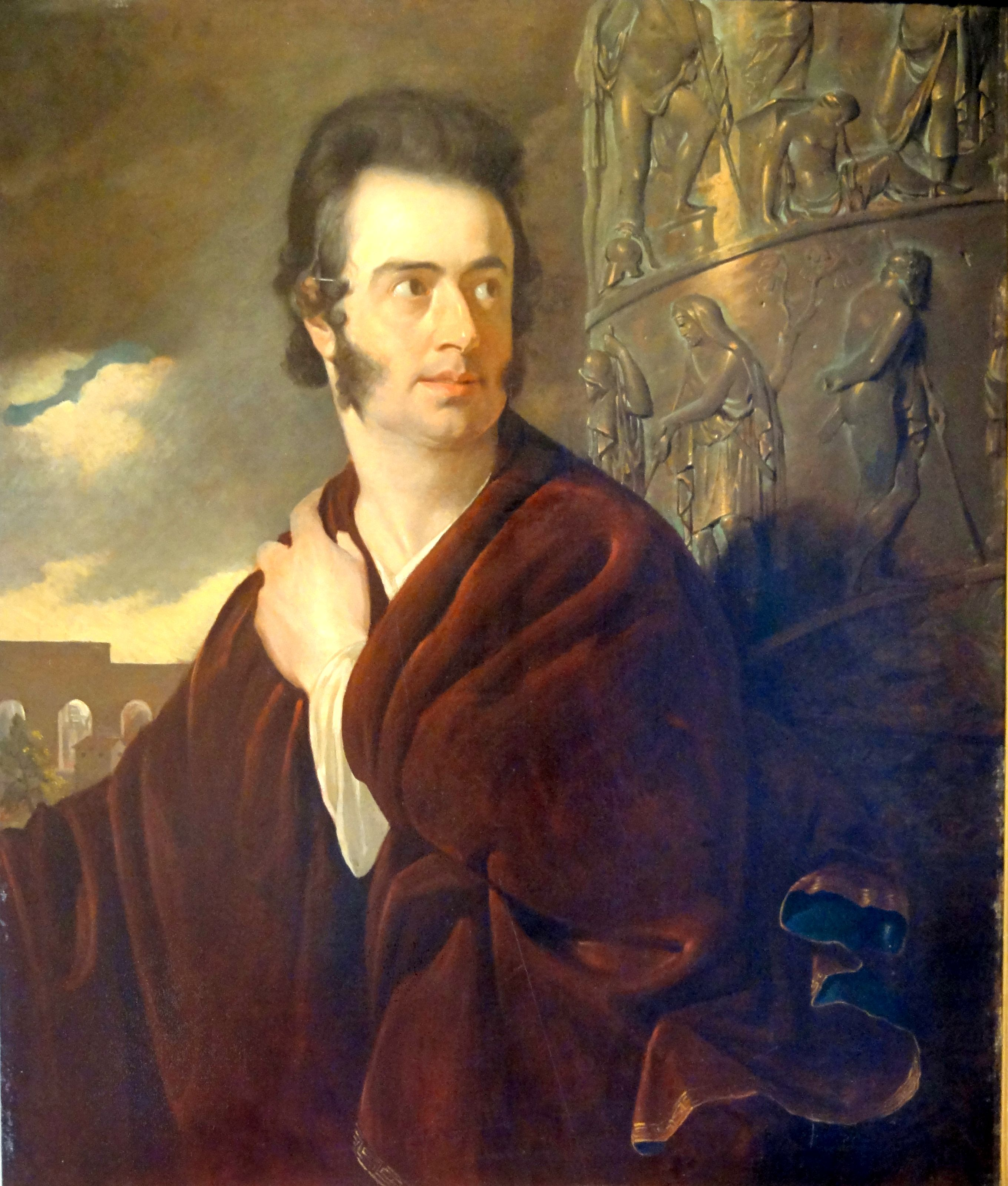
Портрет Джорджа Гордона Байрона 1814 года

В шестнадцать лет Клара была яркой, сладострастной брюнеткой с хорошим вокалом и жаждой общения. Её отношения с матерью становились всё более напряженными. Не прибавляли оптимизма и растущие долги отчима Уильяма Годвина.
Клара сначала помогла тайным встречам своей сводной сестры Мэри с поэтом Перси Шелли. Он разочаровался в институте брака и пропагандировал свободную любовь. Перси ради Мэри оставил свою жену с двумя маленькими детьми. А когда Мэри сбежала с Шелли в июле 1814 года, Клара напросилась бежать с ними. Мать Клермонт проследила троицу до гостиницы в Кале, но не смогла заставить дочь вернуться домой. Годвин вообще не стал активно вмешиваться.
Клэрмонт оставалась с парой Перси-Мэри в их странствиях по Европе. Трое молодых людей путешествовали по Франции и в Швейцарии, воображая себя героями романтических приключений. При этом много читали и обсуждали новинки литературы.
Во время путешествия Клара читала Руссо, Шекспира и произведения матери Мэри Уолстонкрафт. «Что должна делать бедная Корделия? Любить и молчать!», — писала Клэрмонт в своем дневнике, читая «Короля Лира». — «О, настоящая любовь никогда не предстанет перед глазами открыто! Она должна скрывать какую-то тайну».
Эмоции Клермонт так впечатляли Мэри, что один из её «ужасов», истерический приступ, она подробно описала в своём дневнике. Клэрмонт, окружённая вниманием поэтов и писателей, с которыми встречался Перси, также пыталась писать. Летом 1814 года она начала работать над рассказом под названием «Идиот». В 1817—1818 годах она написала книгу, которую Перси Шелли безуспешно пытался опубликовать. Хотя Кларе не хватало литературного таланта, ей всегда хотелось быть в центре внимания. Именно в этот период она сменила свое имя с «Джейн» на «Клару». А вскоре на более романтично звучащую «Клэр».
Раскрыть свою жажду страсти Клара смогла после того, как Перси познакомил её в 1816 году с лордом Байроном. Девушка решила использовать этот шанс. Клара мечтала стать писательницей или актрисой и написала в марте 1816 году Байрону письмо с просьбой дать «правильный совет». Её тогда ещё не исполнилось и 18 лет. Байрон в то время пробовал силы в статусе режиссёра в театре. Клара засыпала его страстными ежедневными сообщениями, говоря, что ему нужно только принять «то, что долгое время страстное желание моего сердца готово подарить Вам». В итоге у них завязался роман. Однако, Байрон, находящийся в депрессивном состоянии после разрыва брака с Анной Изабеллой и скандала, связанного с его отношениями со своей сводной сестрой Августой Ли, дал понять Кларе, что не готов к серьёзным отношениям. Но его новая любовница не хотела отступать. Она убедила Мэри и Перси, что им следует отправиться к Байрону в Швейцарию. Троица действительно приехала туда. Там на вилле у Женевского озера они встретились не только с Байроном, но и с Полидори, личным врачом поэта-романтика.
Неизвестно, знала ли Клара к моменту приезда в Швейцарию, что уже была беременна от Байрона, но вскоре это стало очевидно как её спутникам, так и самому Байрону. Сначала он избегал близости, но вскоре вновь возобновил свои сексуальные отношения с Кларой. Интересно, что в эти же дни Клара и Мэри успели сделать копии незавершенной работы Байрона, знаменитого «Паломничества Чайлда Гарольда».
Клара стала единственной любовницей Байрона, кроме разве что Каролины Лэм, которую он называл «маленьким извергом». В письме своей сводной сестре Августе Ли поэт написал: «Что я мог сделать? Глупая девушка — несмотря на всё, что я ей наговорил, — пошла бы за мной — или, вернее, пошла передо мной… Она преодолела 800 миль, чтобы увидеть меня».
Позже Клэрмонт уверяла, что её отношения с Байроном доставили ей всего лишь несколько мгновений удовольствия, но целую жизнь неприятностей.

### Рождение Аллегры

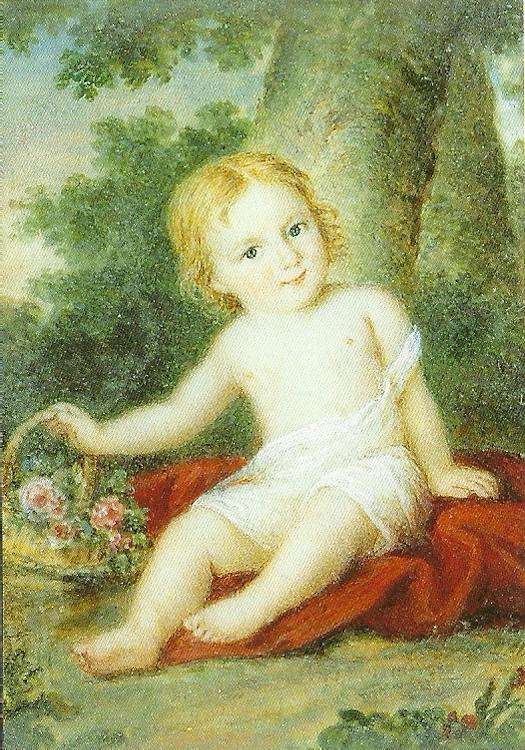
Аллегра Байрон

Мэри, Клара и Перси покинули Байрона и Швейцарию в конце лета 1816 года и вернулись в Англию. Клэрмонт поселилась в Бате и в январе 1817 года родила дочь. Девочку сначала назвали Альба, а затем сменили её имя на Аллегру. На протяжении всей беременности Клара писала длинные письма Байрону, умоляя о внимании и прося заботиться о себе и ребёнке. Иногда она напоминала ему подробности интимных отношений, а иногда угрожала покончить жизнь самоубийством. Байрон, который к тому времени откровенно ненавидел Клару, проигнорировал все её сообщения.
В следующем году Клара и Шелли покинули Англию и снова отправились к Байрону, который теперь проживал в Италии. Клара готова была отдать Аллегру под опеку отца. Но в Италии Байрон отказался от этой идеи. Но он согласился отправить Аллегру в свой дом в Венеции и материально заботиться о ней при условии, что Клара оставит его в покое. В результате Клара Клэрмонт согласилась на этот вариант.

### Отношения с Шелли
Возможно, у Клары был роман с поэтом Шелли. Причём то затухал, то вновь возрождался. Хотя часть её биографов не находят убедительных доказательств их сексуальной связи. Однако Клара открыто выражала поддержку взглядам на теорию свободной любви, о праве женщин самостоятельно выбирать своих любовников и вступать в сексуальные контакты вне брака.
Клермонт умудрялась годами поддерживать близкие отношения и с Мэри Шелли, и с её супругом. И для них обоих служить источником вдохновения.
Считается, что известное стихотворение Перси Шелли «К Констанции» посвящено Кларе. Поэт не скрывал, что скучает по Кларе, когда они надолго расставались.

### Смерть Аллегры
Клара лишь несколько раз ненадолго навещала дочь после того, как отдала её Байрону. Когда Байрон решил отправить Аллегру в монастырь капуцинов в Баньякавалло, Клара выступила резко против. В 1821 году она написала Байрону письмо, обвиняя его в нарушении прежних обещаний, что их дочь никогда не будет разлучена хотя бы с кем-то из родителей.
В марте 1822 года, через два года после последнего свидания с дочерью, Клара решила похитить Аллегру. В это дело оказалась замешана и Мэри Шелли, которую Клара просила подделать письмо-разрешение от Байрона. Правда, Шелли после некоторых колебаний отказалась.
Неожиданно Аллегра, которой было всего пять лет, умерла. Возможно от лихорадки или от тифа. Клара считала виновником несчастья Байрона и ненавидела его всю оставшуюся жизнь.
Всего через два месяца погиб и Перси Шелли.

### Последующая жизнь
Вскоре после того, как Клара рассталась с Байроном, она встретила Эдварда Джона Трелони, который сыграл важную роль в последующих событиях. Трелони после смерти Перси Шелли слал ей любовные письма, умоляя Клару выйти за него замуж. Но она осталась равнодушна к этим мольбам. Тем не менее, Клара поддерживала связь с Трелони до конца жизни.
Мэри Шелли, опустошённая после смерти мужа, вернулась в Англию. Она оплатила многие расходы Клары. В частности её годовое пребывание в Вене, а затем и поездку в Россию, где Клара работала гувернанткой с 1825 по 1828 год. Люди, на которых она работала, относились к ней почти как к члену семьи. Тем не менее, Клара писала Мэри, что больше всего жаждет уединения, тишины и покоя. Известно о её знакомстве с композитором Иосифом Геништой.
Клара и в России не осталась без мужского внимания. В письмах на родину она сообщала, что как минимум двое русских мужчин одолевают её своим вниманием.
В 1828 году Клара возвратилась в Англию, но оставалась там недолго и решила отправиться в Дрезден. Там она стала компаньонкой и домработницей.
Клермонт вернулась в Англию в 1836 году после смерти Уильяма Годвина и работала учительницей музыки. На родине она заботилась о своей матери, когда та много болела.
В 1841 году, после смерти матери Клара переехала в Пизу, где жила с Маргарет Кинг (известной как миссис Мейсон), прежней ученицей Мэри Уолстонкрафт. Затем некоторое время она жила в Париже. Мэри Шелли в 1844 году передала ей 12 000 фунтов. Клара смогла наконец-то начать жить в достатке. Она вела бурную переписку со своей сводной сестрой, пока Мэри не умерла в 1851 году.

### Последние годы и смерть
В 50 лет Клара перешла в католицизм, хотя раньше говорила, что презирает религию. Она переехала во Флоренцию в 1870 году и жила там со своей племянницей Полиной. Она также уделяла внимание Вильгельму Гаулису Клермонту, единственному выжившему ребёнку своего брата Чарльза. Клара помогала родственникам и материально.
Клэрмонт как могла берегла личные вещи Перси Шелли. Умерла во Флоренции 19 марта 1879 года в возрасте восьмидесяти лет.